# 布瓦西莱佩尔什
布瓦西莱佩尔什（法語：Boissy-lès-Perche，法語發音：[bwasi lɛ pɛʁʃ]，意为“佩尔什附近的布瓦西”）是法国厄尔-卢瓦省的一个市镇，属于德勒区。

## 地理
布瓦西莱佩尔什（48°41'6"N, 0°53'18"E）面积33.66 平方千米，位于法国中央-卢瓦尔河谷大区厄尔-卢瓦省，该省份为法国北部内陆省份，北起顺时针与厄尔省、伊夫林省、埃松省、卢瓦雷省、卢瓦-谢尔省、萨尔特省和奧恩省接壤。
与布瓦西莱佩尔什接壤的市镇（或旧市镇、城区）包括：莫尔维利耶、朗布洛尔、阿夫尔河畔圣维克托。

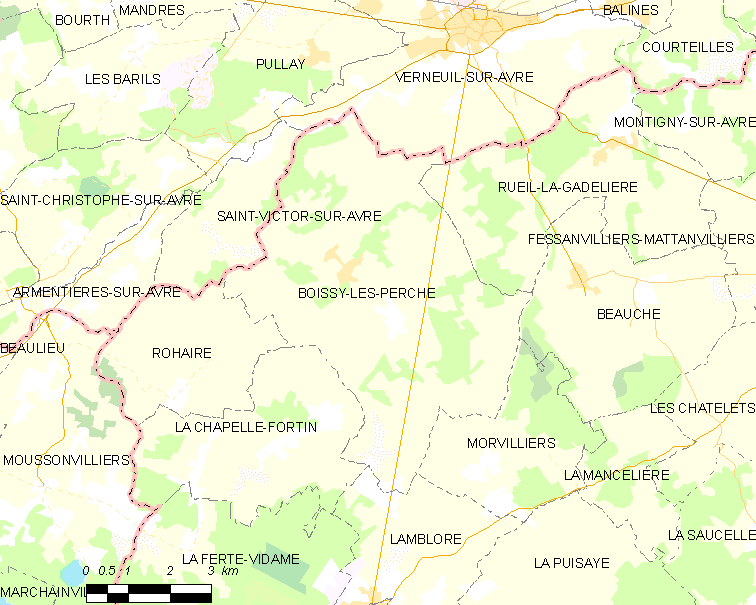
布瓦西莱佩尔什的OSM定位图

布瓦西莱佩尔什的时区为UTC+01:00、UTC+02:00（夏令时）。

## 行政
布瓦西莱佩尔什的邮政编码为28340，INSEE市镇编码为28046。

## 政治
布瓦西莱佩尔什所属的省级选区为圣吕班德容什雷县。

## 人口

1962-2008年间布瓦西莱佩尔什人口变化图示

布瓦西莱佩尔什于2022年1月1日时的人口数量为495人。